# نادي ضباء
نادي ضباء السعودي هو أحد أندية الدرجة الثالثة بمنطقة تبوك في محافظة ضبا ، تأسس النادي عام 1400 هجري .